# Алиенор де Пуатье
Алиенор де Пуатье (фр. Aliénor de Poitiers), или Элеонора де Пуатье (фр. Eleanor de Poitiers, 1444/1446—1509) — бургундская придворная и писательница, известная тем, что написала Les Honneurs de la Cour — отчёт о старшинстве и церемониях при бургундском дворе, основанный на её собственном опыте придворной жизни.

## Биография
Алиенор была дочерью дворянина Жана де Пуатье из Шампани и Изабель де Соуза, члена незаконнорождённой линии королевского дома Португалии. Её родители были членами двора герцога Филиппа Доброго и Изабеллы Португальской, герцогини Бургундской. Её мать приехала во Фландрию в 1429 году в составе свиты Изабеллы и прекрасно знала о различиях между португальским двором и бургундским двором.
Алиенор выросла при дворе и с 7 лет служила вместе со своей матерью, которая в то время была самой высокопоставленной фрейлиной Изабеллы. Элеонора стала фрейлиной Изабеллы Бурбонской в 1458 году.
В 1462 году она вышла замуж за Гийома де Ставеля, виконта Вернского (ум. 1469). У неё и Гийома было трое детей; сын Гийом (1465—1474) и две дочери Адриенна (1467—1525) и Антуана (1469—1494). Она овдовела примерно в возрасте 25 лет, всего через девять лет после замужества. Она больше никогда не выходила замуж. В 1496 году она была назначена дамой чести новой герцогини Бургундской, Жанны I Наваррской, после её брака с Филиппом Красивым. Она умерла 14 марта 1509 года в возрасте около 65 лет и была похоронена рядом с мужем в приходской церкви Ставеле.

## Литературное творчество
Проницательный наблюдатель и приверженец протокола, Алиенор де Пуатье записала вопросы придворного этикета между 1484 и 1491 годами. Позже её работа была опубликована как Les Honneurs de la Cour (Почести двора). В книге представлены структуры и правила придворного ритуала и этикета, соответствующие различным социальным классам и ситуациям. Особенно её интересовали условности, наблюдавшиеся, когда в родильном зале лежали дамы разного ранга. В книге даётся описание придворной жизни герцогства Бургундского, в то время славившегося как самое развитое и утончённое во всей Европе за пределами Италии. Примечательной особенностью работы является описание важности женщин в памяти и передаче ритуального поведения в придворной жизни. Хотя изначально она планировала использовать свою публикацию как учебное пособие, оно стало ценным историческим источником.
Алиенор писала во время политического вакуума после смерти преемника герцога Филиппа, и знала, что строгие протоколы двора меняются. Она опасалась, что молодое поколение забывает правила двора, и хотела сохранить жёсткие бургундские правила совершенной вежливости, где каждый знал своё место. Она сетовала на то, что «старые правила были изменены в некоторых местах… но это не может унизить или отменить такие древние почести и положения, которые были созданы и сформированы после долгих размышлений и по уважительной причине».
Книга основана на её непосредственных наблюдениях за придворной жизнью при бургундском дворе. Однако она также использовала опыт своей матери в качестве фрейлины Изабеллы Португальской, герцогини Бургундской. В дополнение к своим собственным наблюдениям она приводит наблюдения своей матери и другой знатной дамы, Жанны д’Аркур, вышедшей замуж в 1391 году за графа Гильома де Намюра. Она считалась лучшим специалистом по придворному этикету во французском королевстве. Полученный в результате сборник придворных обычаев образует своего рода семейный дневник, охватывающий три поколения и уходящий в прошлое более чем на столетие.
Эту книгу не следует путать с одноимённой книгой Honneurs de la Cour, книгой о пэрах, созданной во Франции в XVIII веке для определения ранга дворянина.